# Кипрская лягушка
Кипрская лягушка (Pelophylax cypriensis) — вид зелёных лягушек. Эндемик Кипра.
Ранее классифицирована как лягушка Бедряги (Pelophylax bedriagae Camerano, 1882). Новый таксон описан в 2012 году после филогеографического анализа зелёных лягушек восточного Средиземноморья. Было выделено шесть основных гаплогрупп. Галлогруппа MHG3 соответствует кипрской лягушке, а галлогруппа MHG2 — лягушке Бедряги. Разделение галлогрупп MHG2 и MHG3 связывают с геологическими событиями миоцена-плиоцена, происходившими в период Мессинского кризиса солёности.
Один из трёх видов бесхвостых земноводных, обитающих на острове. Другими являются малоазиатская квакша (Hyla savignyi) и зелёная жаба (Bufotes viridis).

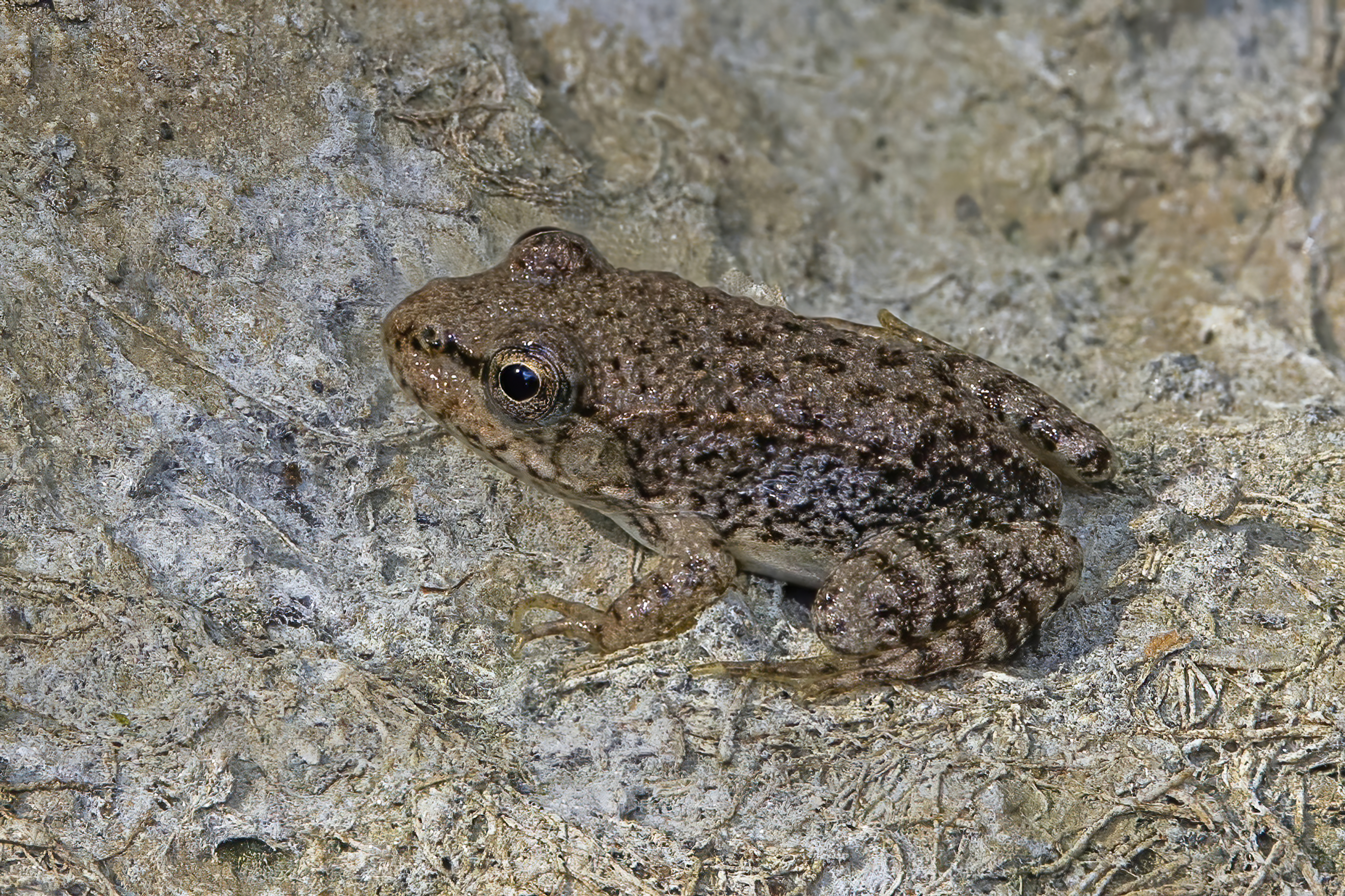
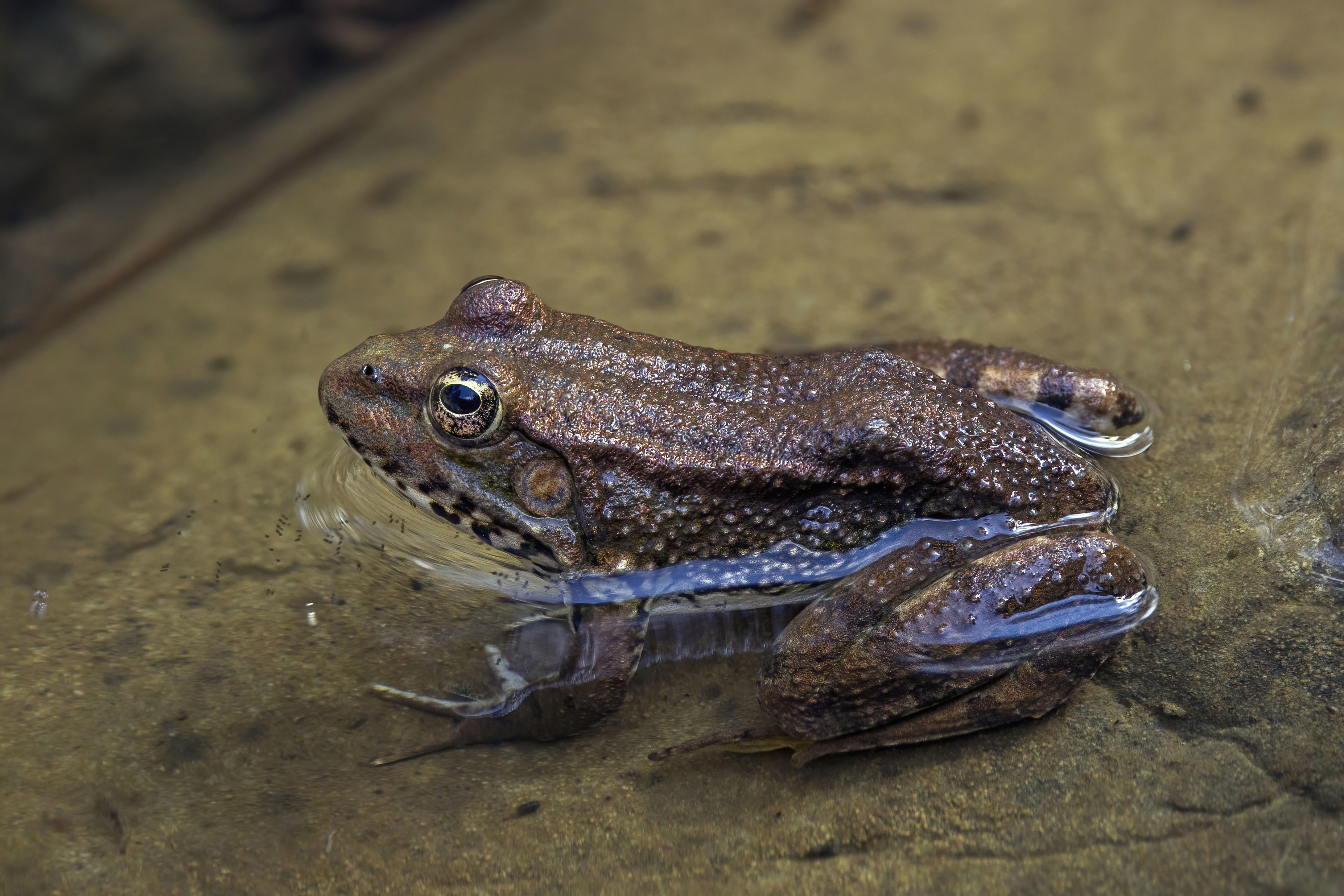
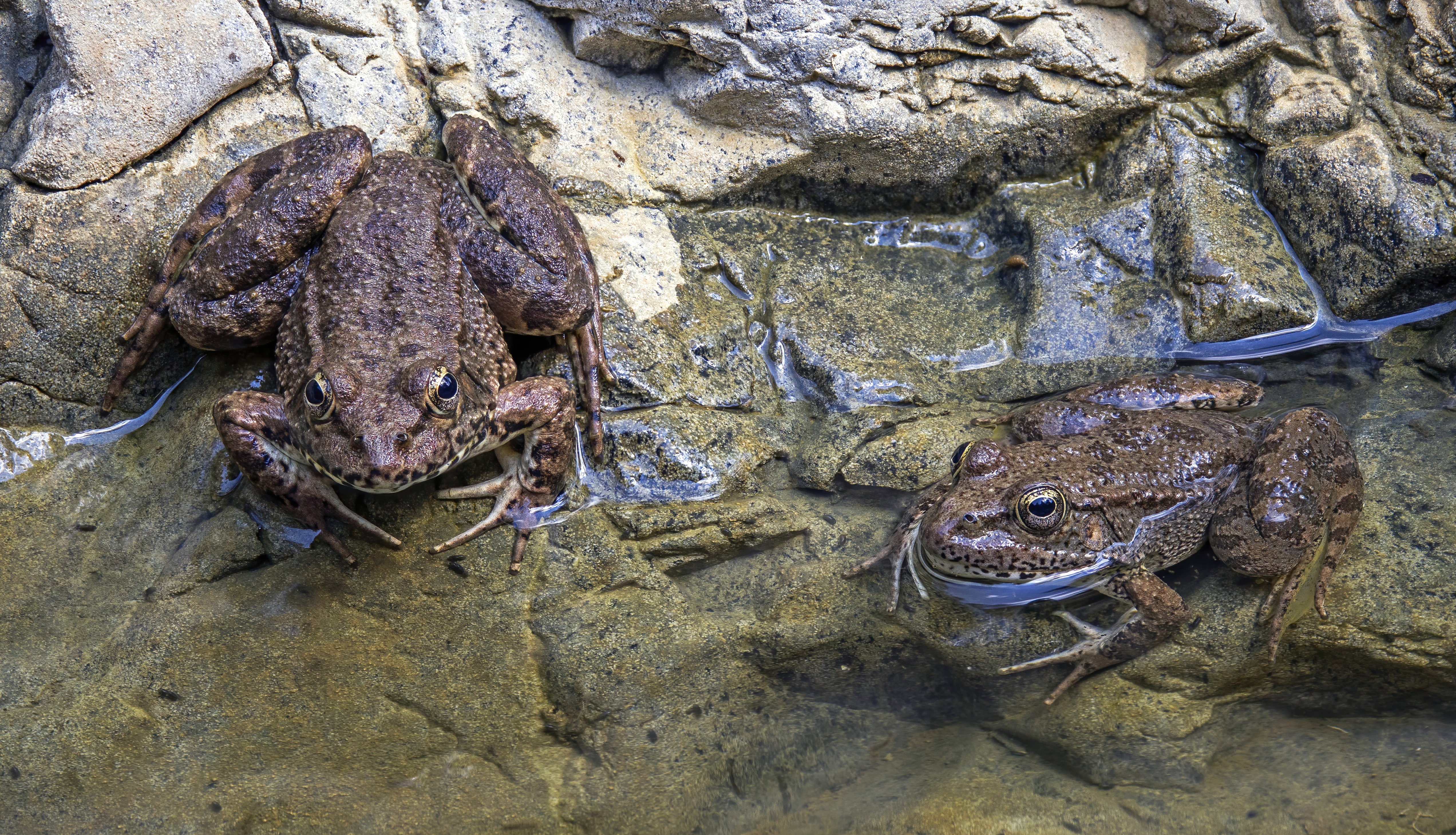